# Grup Yorum
Grup Yorum (рус. комментарий или рус. толкование; Йорум) — турецкая фолк-рок группа из Стамбула, известная своими политическими, революционными и сатирическими песнями.

## История
Grup Yorum была основана в 1985 году.
3 апреля 2020 года умерла участница группы Хелин Бёлек (Helin Bölek) после 288 дней голодовки, объявленной после запретов на концерты, судебного преследования членов группы и полицейских рейдов на культурный центр, в котором размещается группа.

### Другие формы деятельности
Oкружение и музыканты Grup Yorum издают социально-культурный журнал «Tavır».

### Политические связи
В политическом плане Grup Yorum сочувствует леворадикальной DHKP-C, хотя музыканты не являются членами организации.

## Творчество
На Grup Yorum оказали влияние латиноамериканская Nueva canción, греческий композитор Микис Теодоракис и турецкие певцы, например Ruhi Su и Mahzuni Şerif.

### Музыка
Grup Yorum использует народные (саз, кавал, балабан), классические (скрипка, виолончель) и электронные (гитара) инструменты.

### Тексты
Тексты группы отличаются политической и социальной направленностью. Музыканты Grup Yorum придерживаются левых, коммунистических взглядов.

## Kонцерты
Grup Yorum выступала с концертами в Германии, Австрии, Австралии, Франции, Италии, Бельгии, Великобритании, Греции, Сирии, России.
В Турции концерты Grup Yorum имеют огромную аудиторию.

## Дискография

### Студийные альбомы
- 1987 — Siyrilip Gelen
- 1988 — Haziranda Ölmek Zor / Berivan
- 1989 — Türkülerle
- 1989 — Cemo / Gün Gelir
- 1990 — Gel ki Şafaklar Tutuşsun
- 1991 — Yürek Çağrısı
- 1992 — Cesaret
- 1993 — Hiç Durmadan
- 1995 — İleri
- 1996 — Geliyoruz
- 1997 — Marşlarımız
- 1998 — Boran Fırtınası
- 1999 — Kucaklaşma
- 2000 — Onbeşinci Yıl Seçmeler
- 2001 — Eylül
- 2001 — Feda
- 2003 — Biz Varz
- 2003 — Yürüyüş
- 2006 — Yıldızlar Kuşandık
- 2008 — Başeğmeden
- 2013 — Halkın Elleri
- 2015 — Ruhi Su
- 2017 — İlle Kavga

### Синглы и мини-альбомы
- 2001 — Eylül
- 2003 — Biz Variz

### Сборники
- 1997 — Marslarimiz
- 1998 —  Kucaklasma
- 2000 — Seçmeler 15. Yıl
- 2000 — Seçmeler 15. Yil (2)